# Dans un avion pour Caracas
 (septembre 2012).
Dans un avion pour Caracas est un roman de Charles Dantzig paru en 2011 aux éditions Grasset. Il a été sélectionné pour le prix Goncourt et le prix Médicis de cette même année. Le roman se passe durant un trajet d’avion de Paris à Caracas. L’auteur estime que le roman narratif traditionnel a fait son temps et peut se mêler à l’essai. « On ne peut plus écrire des romans comme au XIXe siècle : la télévision le fait très bien. La fragmentation est adaptée à nos modes de vie », a-t-il déclaré à 20 minutes au moment de la sortie du livre.

## Résumé
Xabi Puig, un grand philologue français, a disparu au Venezuela. Sa femme, une artiste conceptuelle, lui a préféré la compagnie d’une présentatrice de journal télévisé. Est-ce à cause de la déception amoureuse que Xabi est parti, ou bien est-ce parce que ce « frôleur de littérature », comme le qualifie le narrateur désignant là un de ces intellectuels français à la Barthes ou à la Deleuze qui voudraient écrire de la littérature plus qu’ils ne le font, ne trouvait plus de sujet de livre ? Ce narrateur, un journaliste homosexuel et meilleur ami de Xabi, se le demande dans l’avion qui le conduit à Caracas. Qu’est-ce qui a bien pu pousser son ami à vouloir consacrer un livre à Hugo Chávez ? Durant cette enquête intérieure, il laisse ses observations se faire et se défaire, sur leurs anciennes relations, la politique, la littérature et la vie contemporaine.

## Histoire
Roman sur l’amitié et ses ambiguïtés, roman sur le statut du créateur dans la société actuelle, roman sur l’impossibilité d’écrire la biographie complète d’un homme, comme l’était déjà Un film d’amour (Grasset, 2007), Dans un avion pour Caracas recèle des préoccupations que l’auteur formulera ouvertement dans une tribune du Monde parue le 18 mars 2012,  « Du populisme en littérature », qui pose la question des rapports de la littérature avec notre système politique, mais aussi la question de son avenir formel. À cet égard, le thème de la fascination renouvelée de certains intellectuels pour les régimes autoritaires d’Amérique du Sud ou d’ailleurs, ainsi que le souci d’inventer un roman de forme nouvelle, fragmentaire et sans liens factices d’« histoire », préfigurent déjà le débat qui a animé le champ littéraire au début du printemps 2012.

## Citations
« La devise de la démocratie pourrait être : ‘‘Enfin déçus !’’ »
« Quand j’y pense, je suis stupéfait de la méchanceté des romans. La plupart, c’est pour raconter bassesses, assouvir vengeances. Qu’est-ce qu’ils ont, les romanciers, à haïr la vie ? » >
« Le temps console. C’est ce qu’on peut lui reprocher, aussi. » 

## Réception critique
« Lecteur, tu es libre d’inventer le roman de ce roman qui te parle, dans un désordre calculé, des roses de Dionysos, du pyjama de soie de Churchill, des progrès de Racine, des personnages de Beckett, de Marguerite Duras, de Virginia Woolf ou de Greta Garbo, de Daniel Balavoine et de la voix de sirop de pêche de Marilyn Monroe. L’auteur t’y encourage. Il l’a écrit pour ça. Pour toi. Pour que tu saches qui tu es et ce qui te restera de toi. Après. »

« Un roman de haut vol. »

« Le fils naturel de Vargas Llosa et d’Oscar Wilde. Une splendide déclaration d’ami. »

« Comme La Chartreuse de Parme, Caracas est la projection totale de l’imagination d’un auteur dans un monde extérieur qui n’a jamais aussi bien porté son nom. C’est le roman de la conscience. Construction subtile, style alerte, dantziguien au possible, il part de l’invisible pour aller vers la forme. »